# مثنوي البيريميدين

تكون رابطة مثنويات الثايمين في الدنا، يسبب الفوتون ترابط قاعدتين متجاورتين في سلسلة دنا واحدة مدمرا الترابط القاعدي العادي بين السلسلتين في تلك المنطقة.

مثنوي البيريميدين هي روابط جزيئية تتشكل بين قواعد الثايمين أو السايتوسين المتجاورة نتيجة تفاعلات كيمياء ضوئية ، حيث تسبب الأشعة فوق البنفسجية تشكل روابط تساهمية بتفاعلات تحدث في الروابط C=C المزدوجة. يمكن أن تتراكم مثنويات اليوراسيل في الرنا مزدوج السلاسل كنتيجة لإشعاعات فوق بنفسجية، ناتِجا الأشعة فوق البنفسجية الأكثر شيوعا هما: مثنويات البيريميدين حلقي البوتان (CPDs)، بما في ذلك مثنويات الثيميدين) والمنتجات الضوئية (4,6). تغير هذه الروابط المطفرة بنية الدنا وكنتيجة لذلك تمنع البوليميرازات من العمل وتعطل التضاعف، يمكن ترميم المثنويات بواسطة الاستنشاط الضوئي أو ترميم استئصال النوكليوتيد، لكن المثنويات غير المرممة مطفِّرة. مثنويات البيريميدين هي السبب الرئيسي للميلانوما لدى البشر.

## أنواع المثنويات

مثال على مثنوي الثايمين المنتج بفعل الضوء، ناتج 4,6 (يسار)، وحلقي البوتان (يمين).

مثنوي البيريميدين حلقي البوتان (CPD) يحتوي حلقة رباعية الذرات تنتج من تزواج رابطتي C=C مزدوجتين للبيريميدَيْن ، هذه المثنويات تتدخل في ترابط القواعد أثناء تضاعف الدنا مسببة طفرات.
المنتجات الضوئية (4,6)، أو 4,6 بيريميدين-بيريميدونات تظهر بمعدل ثلث ظهور مثنويات البيريميدين حلقي البوتان لكنها أكثر تطفيرا. يقدم لياز بوغ الناتج الضوئي مسارا إنزيميا لترميم مثنويات الثايمين المنتجة بفعل الضوء.

## تطفير
تُحدِث بوليمرازات الترجمة بشكل شائع طفرات عند مثنويات البيريميدين، لدى كل من بدائيات (استجابة SOS) وحقيقيات النوى. كون مثنويات البيريميدين حلقي البوتان ثايمين-ثايمين (مثنويات الثايمين) هي الروابط الأكثر تواترا التي تسببها الأشعة فوق البنفسجية فإن بوليمرازات الترجمة منحازة نحو تقديم جزيئات أدينين، لكي تتم مضاعفة مثنويات TT بشكل صحيح، لكن من جهة أخرى أي تواجد لمثنويات السايتوسين يعرضها لنزع الأمين وهذا يسبب انتقال C إلى T.

## ترميم الدنا

الميلانوما نوع من سرطان الجلد.

تسبب مثنويات البيريميدين تغيرات محلية في بنية الدنا، وهذا يسمح لإنزيمات الترميم بالتعرف على على الروابط وإصلاحها. يمكن لدى معظم الكائنات (باستثناء المشيميات مثل الإنسان) ترميم المثنويات بواسطة الاستنشاط الضوئي ، وهي عملية تقوم فيها إنزيمات لياز الضوء (فوتولياز) بعكس مثنويات البيريميدين حلقي البوتان مباشرة عبر تفاعلات كيمياء ضوئية، حيث تتعرف هذه الإنزيمات على الروابط، ويتبع ذلك امتصاص لأمواج الضوء > 300 نانومتر (كمثال الفلورية، أشعة الشمس)، يمكِّن هذا الامتصاص تفاعلات الضوء الكيميائية من الحدوث ما ينتج عنه إزالة لمثنويات البيريميدين وإعادتها إلى حالتها الأصلية.
ترميم استئصال النوكليوتيد هي آلية أكثر عمومية لإصلاح الروابط، حيث تقوم الآلية بإزالة مثنويات البيريميدين واصطناع دنا جديد لاستبداله في المنطقة المتضررة بالجزيء. جفاف الجلد المصطبغ هو مرض جيني لدى البشر تتسبب فيه قلة أو انعدام ترميم استئصال النوكليوتيد وينتج عنه تغير في لون الجلد والعديد من الأورام عند التعرض للأشعة فوق البنفسجية. مثنويات البيريميدين غير المرممة تسبب الميلانوما لدى البشر.